# Frank Pagelsdorf
Frank Pagelsdorf (ur. 5 lutego 1958 w Hanowerze) – niemiecki piłkarz występujący na pozycji obrońcy lub pomocnika.

## Kariera piłkarska
Pagelsdorf jest wychowankiem klubu TuS Garbsen. Później był zawodnikiem juniorskiej ekipy TSV Havelse. W 1976 roku trafił do drugoligowego Hannoveru 96. Pierwszy ligowy występ zanotował tam 14 sierpnia 1976 w przegranym 0:1 meczu z Unionem Solingen. Od czasu debiutu w Hannoverze, Pagelsdorf był jego podstawowym graczem. 25 września 1976 w zremisowanym 2:2 pojedynku z Arminią Bielefeld strzelił pierwszego gola w ligowej karierze. W Hannoverze spędził dwa sezony. W sumie rozegrał tam 71 ligowych spotkań i zdobył 10 bramek.
Latem 1978 roku przeszedł do beniaminka Bundesligi – Arminii Bielefeld. W pierwszej lidze niemieckiej zadebiutował 11 sierpnia 1978 w zremisowanym 1:1 spotkaniu z Duisburgiem. Pierwszą bramkę w trakcie gry w Bundeslidze zdobył 28 października 1978 w wygranym 1:0 pojedynku z 1. FC Köln. W sezonie 1978/1979 zajął z klubem 16. miejsce w lidze i spadł z nim do drugiej ligi. Rok później powrócił z Arminią do ekstraklasy. W Arminii grał łącznie przez sześć lat. W sumie zagrał tam w 164 ligowych meczach i strzelił 34 gole.
W 1984 roku podpisał kontrakt z innym pierwszoligowcem – Borussią Dortmund. Zadebiutował tam 28 sierpnia 1984 w przegranym 1:2 spotkaniu z Bayerem Uerdingen. Przez pierwsze dwa sezony Pagelsdorf pełnił rolę rezerwowego w Borussii. Jej podstawowym graczem stał się od początku sezonu 1986/1987. W Borussii grał do stycznia 1989. Łącznie wystąpił tam w ligowych spotkaniach i zdobył 9 bramek.
W styczniu 1989 odszedł do Hannoveru 96, podobnie jak Borussia występującego w Bundeslidze. W sezonie 1988/1989 zajął z klubem 18. miejsce w lidze i został z nim zdegradowany do drugiej ligi. W Hannoverze grał do końca roku 1989. Wówczas postanowił zakończyć karierę.

## Kariera trenerska
Po zakończeniu kariery Pagelsdorf został trenerem. Jego pierwszym klubem były rezerwy Hannoveru 96. Trenował je przez rok, a potem przeszedł do trzecioligowego Unionu Berlin. W 1993 oraz 1994 roku prowadzony przez niego Union wygrał rozgrywki Regionalligi, jednak w obu przypadkach nie otrzymał licencji na grę w 2. Bundeslidze z powodu problemów finansowych.
Przed sezonem 1994/1995 przeszedł do drugoligowej Hansy Rostock. Już w pierwszym sezonie zajął z nią 1. miejsce w lidze i awansował do Bundesligi. W ekstraklasie Hansę trenował jeszcze przez dwa sezony.
Przed rozpoczęciem sezonu 1997/1998 został szkoleniowcem Hamburgera SV. Prowadził go przez ponad cztery lata. W tym czasie najlepszą pozycją wywalczoną z klubem była trzecia w sezonie 1999/2000.
W sezonie 2003/2004 był trenerem drugoligowego VfL Osnabrück. Pracował tam do kwietnia 2004, jednak został zwolniony z powodu słabych wyników osiąganych przez zespół.
W sezonie 2004/2005 był szkoleniowcem klubu ze Zjednoczonych Emiratów Arabskich – Al-Nasr Sports Club. Latem 2005 roku powrócił do Niemiec, gdzie został trenerem drugoligowej Hansy Rostock. W sezonie 2006/2007 prowadzona przez niego Hansa uplasowała się na 2. pozycji w lidze i awansował do ekstraklasy. Tam w sezonie 2007/2008 zajęła przedostatnie, siedemnaste miejsce i spadła do drugiej ligi. W Hansie Pagelsdorf pracował do listopada 2008. Od stycznia 2009 ponownie jest szkoleniowcem Al-Nasr Sports Club.